# 井上紅梅
井上 紅梅（いのうえ こうばい、1881年（明治14年） - 1949年（昭和24年）?）は、大正・昭和戦前期の中国文学・中国文化研究者。当時の言葉で「シナ通 （支那通）」と呼ばれる在野の中国愛好家であり、中国風俗や中国事情を紹介する多くの著作を送り出した。同時代の新文学の紹介も旺盛に行い、魯迅のまとまった翻訳を初めて手がけたことで知られている。また、日本に麻雀を紹介した初期の人物の一人でもある。本名は井上 進（いのうえ すすむ）。

## 生涯
井上紅梅の生涯については不明な点が多く、生没年すら確定されない状況が長く続いた。中国史学者の三石善吉は、1970年代に「シナ通」研究の一環として紅梅についての調査を行ったが、「その生涯については謎ばかり」、「謎の人物」と評した。2010年頃以後、勝山稔による検討が行われて解明が進められている。

### 生い立ち
現在の東京都新宿区新小川町生まれ。実父は中国への武器輸出で財を成した貿易商であったが早くして死別、一家は離散状態となり、紅梅は祖母宅に引き取られた。
1887年（明治20年）、7歳の時に、祖母宅の隣人の紹介により、銀座尾張町（現在の中央区銀座）に店を構えていた井上商店の井上安兵衛の養子となる。井上商店は洋服・洋物商を営むとともに、取引先の陸軍衛生部の求めに応じて包帯の製造を手掛ける店であった。紅梅は養父の勧めにより家業を継ぐために「商業学校」に入学したが、病気により中退している。
紅梅には寺田寅彦との交流があり、寺田の日記にもしばしば登場している。寺田の随筆「銀座アルプス」に、「第二の故郷の一つ」とある「Iの家」「I商店」とは井上商店であり、紅梅（本名は進）も「S」として登場する。1895年（明治28年）夏には、単身上京した寅彦が1か月ほど滞在しており、紅梅の案内で京橋の寄席に行ったり、帳場で遊戯や文芸についての談義を行ったりしている。1899年（明治32年）には東京帝国大学入学のため上京してきた寺田が「谷中の寺」に下宿を決めるまでの1か月ほど井上商店に滞在しており、その後も週末ごとに銀座の井上商店を訪問していたという。
井上商店に、紅梅と同年の宮田芳三という店員がいた。13歳より井上商店で働きながら、早稲田大学講義録で勉学に励み、校外試験で卒業したという人物で、「縮織繃帯」を発明して専売特許を取得し、井上商店はそこから包帯材料や医療器械までも扱う店へと発展していた。かたわら宮田は「稜々」などのペンネームを用いて文学創作にも傾倒し、『文庫』『新声』といった当時の青年文学雑誌の常連投稿者であり、その作品は高く評価されていた（寺田の「銀座アルプス」にも、当時の井上商店の「文学熱」が記されている）。宮田の文芸活動は紅梅に刺激を与え、時には共同で作品を発表するなど、よいライバル関係にあったようである。
養父の安兵衛は、紅梅よりも宮田が井上商店の後継者として適格と判断し、1905年（明治38年）頃に紅梅を廃嫡して宮田を養子に迎えた。紅梅は湯島天神付近に住み、中華料理店を経営するなどしていた模様である。1911年（明治44年）、養父が死去し、宮田芳三が二代目安兵衛として事業を継ぐが、これに前後して紅梅の手元に残されていた井上商店に関する権利が回収され、生活に困窮することになった。紅梅は4歳の息子を井上商店に残し、1913年（大正2年）夏に上海に渡った。養父が懇意にしていた人物の息子で上海にいた人物を頼ったという。

### 上海にて：『支那風俗』
上海渡航後もしばらくは落ち着かず、いったん帰国したり、香港や台湾にも渡ったというが、1915年（大正4年）より日本語紙『上海日日新聞』の記者を2年ほど務めた。紅梅の回想によれば、この新聞の記事はほとんどが外信や中国紙の無断翻訳であったり、広告主の関連する事件が書けなかったりといった、ジャーナリズムとは程遠い有様であったために、記者を辞めたのだという。
上海では放蕩生活を送ったとされ、「支那五大娯楽」たる「喫・喝・嫖・賭・戯」（食道楽（アヘン道楽を含む）、酒道楽、女道楽、博奕道楽、芝居道楽）にのめり込んだことが高じて中国風俗の研究に至ったとされる。もっとも、当時新聞記者であった余毅民（早稲田大学出身、のち政界に転じる）など友人たちと遊芸や習俗を語り合う交流があり、決して紅梅個人が遊興した見聞のみで著述を行ったわけではない。1918年（大正7年）4月、「五大娯楽」を研究することを目指して「支那風俗研究会」を発足させ、会誌として『支那風俗』を創刊した。この過程で、初めて麻雀の遊び方を日本に紹介する本を出すこととなった（後述）。
『支那風俗』はもっぱら紅梅自身の原稿で支える雑誌であったが、経営は思わしくなく1920年（大正9年）には停刊している。紅梅は、中国風俗調査の蓄積を生かし、相次いで書籍を出版するとともに、日本へ帰国して漢方薬輸入を手掛けるなど資金作りに奔走。『支那風俗』の再刊にこぎつけたが、先に寄附金を広く募っておきがら突然停刊をするという不義理をしていたために、上海日本人社会で総スカンを食っていた。

### 南京にて：畢碧梅との結婚生活
1921年（大正10年）6月、南京に転居。しばらくは上海と往来する生活であったという。南京では蘇州出身の中国人女性・畢碧梅と出会い、1922年（大正11年）4月に結婚した。紅梅が語るところによれば「支那家庭内に入って支那人同様に暮らしてみたかった」という紅梅に、なじみの理髪店店主が周旋したのだという。畢碧梅は、14歳になる子供を伴っていた。なお、『支那風俗』は4巻1号（1922年1月）を最後に停刊した。
南京では著述に専念し、『匪徒（土匪研究）』、『支那各地風俗叢談』、『金瓶梅と支那の社会状態』などを手掛けた。しかし、経済的な困窮は相変わらずであり、結婚後アヘン中毒に罹った妻も紅梅を悩ませた。のちに紅梅は結婚生活について「本統に大切な時期」であったと回想しているが、結局紅梅は碧梅と離婚することとなった。1924年（大正13年）10月に蘇州に単身転居した。さらにその1年後には上海に戻ってきた。

### 再びの上海：中国新文学の翻訳
紅梅が上海に戻った直接の理由は、新聞『日刊支那事情』の文芸欄を担当することになったためである（なお、『日刊支那事情』の発行母体は「古巣」である上海日日新聞と同一である）。紅梅の関心も、かつてのような娯楽から「純粋の支那風俗」に移行し、古典文学・白話小説などの文芸研究に打ち込んでいくことになる。
中国新文学運動に対しては、当初は「過渡期の中途半端なハイカラがかった作品」として冷ややかに見ていたが、紅梅自身の言によれば1926年5月に張資平の作品に接したことを契機として認識を改め、胡適や譚正璧の作品の論評などを日本に発信した。魯迅作品の翻訳にも着手し、1926年に「狂人日記」を翻訳、1927年12月には『上海時論』に「在酒楼上」を発表。1928年には同誌に「風波」「薬」「阿Q正伝」「社戯」の翻訳を掲載した。
また、1928年（昭和3年）には『紅い土と緑（あお）い雀』を刊行した。
紅梅の中国社会・文化・風俗に関する文章は、実見を踏まえて写実的で詳細な筆致であり、それが他の「シナ通」にはない特徴となっていた。当時の日本の知識人には、中国風俗を知るルポルタージュとして歓迎された。たとえば芥川龍之介は1921年（大正10年）に上海を訪問した際、現地を知るために最適な情報源として『支那風俗』を挙げ、南京を周遊した佐藤春夫は随筆に『紅い土と緑い雀』を取り上げた。1926年（大正15年）6月には総合雑誌『改造』に紅梅の随筆が初めて掲載されるなど、紅梅の名は日本でも知られるようになった。

### 1930年代：時事的著作
1929年（昭和4年）の時点で、紅梅の寄稿先のほとんどは日本国内の雑誌になっていた。1930年（昭和5年）、紅梅は50歳の折に日本に帰国したとみられている（1932年（昭和7年）時点では東京の牛込（現在の新宿区神楽坂六丁目）に居住している）。
当時の紅梅は中国新文学に関心の中心を置いていたが、日本国内では中国新文学に対する関心は低く、魯迅も一般的にはまだ「無名」であった。魯迅の作品の翻訳をいくつかの雑誌社に持ち込んだが採用に至らず、結局、この時期の紅梅は従来の「シナ通」的な中国風俗研究の著述を多く残すこととなった。東亜研究会の『東亜研究講座』にたびたび寄稿したほか、同仁会（日中友好医療団体）の『同仁』、東亜経済調査局の『東亜』にも中国事情通として参加した。また、梅原北明の『グロテスク』など、当時流行していたエログロ雑誌にも寄稿している。
1931年に満州事変、1932年に上海事変が勃発するという中国情勢緊迫化の中で、「上海事情」に通じた紅梅は日本メディアの特派員としての役割を担って上海に渡り、上海情勢に関するルポルタージュや、当時の上海文壇の状況についての記事を送った。この時期の紅梅は、大手出版社である改造社と密接な関係を築き、雑誌『文芸』の編集にも関与したほか、ジャーナリストとして脚光を浴びることとなった。
1932年11月に、改造社より『魯迅全集』を刊行した（「全集」とあるが、魯迅の26の作品を翻訳して集めた短編小説集）。日本では初の本格的な翻訳集で、売れ行きは上々であった模様である。ただし、魯迅の反応は芳しくなかった（後述）。
1930年代後半の紅梅は、本郷菊坂の長屋に暮らし、かなりの困窮に陥っていた模様であるが、魯迅死去（1936年）を受けて企画された『大魯迅全集』翻訳陣への参画（1937年）、陳賡雅のルポを武田泰淳と共訳した『支那辺疆視察記』の出版（1937年）、『中華万華鏡』の出版を行い（1938年）、新潮文庫収録に伴う魯迅『阿Q正伝』の改訳も行った。1939年（昭和14年）には創元社の『アジア問題講座』制作に参加した（紅梅の担当は文学でも時事でもなく、風俗としての「阿片と煙草」であった）。1939年（昭和14年）には一般雑誌への投稿が見られなくなった。

### 晩年：近世白話小説の翻訳
1942年には、17世紀に編纂された白話小説選集『今古奇観』全40篇中10篇の翻訳を、台湾の清水書店から刊行した。『今古奇観』は江戸時代以来部分的な翻訳が行われているが、紅梅は未翻訳の篇にも挑み、生涯では18年をかけて17篇の翻訳を完成させている。勝山稔は「概ね原文に忠実」と評価している。この『今古奇観』巻末には『紅楼夢』翻訳の近刊案内が載せられており（B6判400ページという分量から抄訳と思われる。実際に刊行されたかは不明）、晩年の紅梅の活動は古典白話小説に向かっている。
日本文藝家協会の『文藝年鑑』には「文化人名簿」があり、戦後初めて刊行された1948年（昭和23年）版と、1949年（昭和24年）版には紅梅が掲載されているが、1950年（昭和25年）版では削除されており、この時期に死去したと思われる。1949年（昭和24年）、国立結核療養施設「再春荘」（熊本県）の院内文芸誌に入院患者「井上紅梅」の俳句が掲載されており、本項の紅梅は再春荘に結核で入所していた可能性がある。

## 著作
紅梅は『支那女研究香艶録』（1921年）、『匪徒（土匪研究）』（1923年）、『金瓶梅支那の社会状態』（1923年）、『支那各地風俗叢談』（1924年）などの中国風俗紹介書籍を出版。また、中国生活の実体験をもとにした随筆的著作『支那ニ浸ル人』（1924年）、『紅い土と緑い雀』（1926年）、『酒・阿片・麻雀』（1930年）、『中華万華鏡』（1938年）などを著した。これらは、いわゆる「シナ通」として知られた井上の代表的な著作ともされる。武田泰淳との共訳で『支那辺疆視察記』を手掛けている。

## 魯迅との関係
紅梅が翻訳を行った改造社版『魯迅全集』については、魯迅が「誤訳が多い」「（先行する佐藤春夫・増田渉訳を参照していないのは）実にひどいやりかただ」と酷評したことで知られる。
魯迅の酷評については、いわゆる「シナ通」（中国を研究の対象とするが、興味本位で時に蔑視の対象とするといった、ネガティブなニュアンスがある）としての紅梅を嫌ったのではないかという見解を三石善吉が示している。魯迅は愛弟子といえる増田渉に書き送った書簡の中で、紅梅の随筆『酒・阿片・麻雀』を読み、紅梅とは「道が違う」という思いを新たにしたと記している。
紅梅の事績を検討した勝山稔によれば、「シナ通」に対するネガティブな評価に、魯迅が翻訳を酷評したという「汚名」が加わり、中国文学研究界隈では「紅梅の著作を学問的な俎上に載せること自体半ば禁忌とさえなっている観がある」という。
しかし勝山の検討によれば、『魯迅全集』についての不満は、増田宛の書簡にほぼ限って見られるもので、同じように翻訳を手掛けながらも機会に恵まれなかった増田を慰め、奮起させようとする文脈での言葉であろうとする。増田の言によれば、魯迅は激しい愛憎の情を表に出す人物であったが、『魯迅全集』が出版された後も紅梅や改造社に対して友好的に接しており、紅梅個人への敵愾心はなかったであろうという。魯迅から紅梅を酷評する書簡を受け取った当の増田は、魯迅死後の出版企画『大魯迅全集』の編集責任者となった際に紅梅を招聘した。また、増田が魯迅書簡を公開した際も、紅梅批判の箇所を長らく封印し、公開後も注記を付して意を払った。勝山は、「魯迅の酷評」が絶対的なものでも魯迅周辺で共有されていたわけではなかったと指摘する。
勝山によれば、紅梅の翻訳はもちろん問題がないわけではなく、後発の訳に比べれば劣るものの、同時期の増田の訳と比較しても極端に「問題のある誤訳」が多いわけではないという。むしろ、参照できる先行翻訳がほとんどないまま多数の翻訳を行った紅梅を、肯定的に見てもよいのではないかとしている。

## 麻雀の紹介者
1919年（大正8年）11月、『支那風俗』第2巻第6号として「賭博の研究」を刊行。日本語で書かれた初めての本格的な麻雀の解説書・遊技法の教則本とされる。
なお、麻雀の日本への紹介には様々な捉え方がある。「麻雀」と呼ばれるゲームを見聞したという情報は明治末期にもたらされている。1909年（明治42年）、雲南省で英語と日本語の教師をしていた名川彦作が、帰途（おそらく上海付近で）購入して日本に持ち込んだのが、現在はっきりしている中で日本最古の麻雀牌である。麻雀を日本語で紹介した本としては、1917年（大正6年）に上海で刊行されたペンネーム「肖閑生」による入門書『麻雀詳解』が先行する。
この時期の麻雀は、まだ中国の一部地域でのみ流行しているゲームであった。グローバルな人気となるのは1923年にアメリカで大流行して以降であり、日本の流行もアメリカ経由のものであった。日本での流行において教則本として大きな影響を持ったものは林茂光による『支那骨牌　麻雀』、通称「赤本」であった。
1927年（昭和2年）頃、紅梅は神戸に「井上商店」を持ち、アメリカに向けて麻雀牌の輸出を行っていたという。